# NGC 1786
NGC 1786 је збијено звездано јато у сазвежђу Златна риба које се налази на NGC листи објеката дубоког неба.
Деклинација објекта је - 67° 44' 43" а ректасцензија 4h 59m 7,9s. Привидна величина (магнитуда) објекта NGC 1786 износи 10,9. NGC 1786 је још познат и под ознакама ESO 56-SC39.